# El Rosario (Nicaragua)
El Rosario è un comune del Nicaragua facente parte del dipartimento di Carazo.